# Xanax 25
Xanax 25 was een Amerikaanse alternatieve-rockband uit New York, die bestond tussen 1991 en 1997.
De band begon zijn bestaan als Sleeper maar koos later voor Xanax 25, in verband met de Engelse band met dezelfde naam. In 1995 brachten ze hun eerste album uit, dat gematigd succes had in hun thuisland, maar vooral succes kende in Moldavië. In 1997 gingen ze uit elkaar na het uitbrengen van een tweede album. Sindsdien zijn er enkele reünieoptredens geweest in wisselende bezettingen.

## Discografie
- Denial fest (1995)
- Tidy (1997)